# Linea 1 (metropolitana di Algeri)
La linea 1 della metropolitana di Algeri collega la capitale algerina da nord ad est con una diramazione dalla stazione di Haï El Badr verso sud.

## Storia

### Origini

#### Il progetto del 1930
Fino al 1962, Algeri era sotto l'amministrazione francese. Il 3 novembre 1930, il presidente del consiglio dipartimentale di Algeri propose di costruire una nuova rete di trasporti pubblici per la regione di Algeri, che avrebbe incluso una metropolitana come quella di Parigi. Uno studio sulla riorganizzazione del trasporto pubblico ad Algeri fu commissionato alla società Omnium Lyonnais. Le conclusioni dello studio dettagliato, pubblicato nell'aprile 1929, raccomandavano la costruzione di una linea di metropolitana. La città di Algeri e diversi comuni limitrofi costituirono un sindacato inter-comunale per la realizzazione della metropolitana. Il progetto prevedeva la costruzione di una linea che sarebbe dovuta andare dal cimitero di Saint-Eugène, nell'attuale comune di Bologhine, a Maison Carrée, nell'attuale comune di El Harrach, passando per via sotterranea fino al quartiere di Ruisseau, nell'attuale Belouizdad. Un'altra diramazione sarebbe dovuta partire dalla stazione di Agha e terminare al Parc de Galland (oggi Parc de la Liberté). Ma per motivi di bilancio, i comuni di Saint-Eugène e Hussein Dey si ritirarono, lasciando solo Algeri, El Biar e Kouba nel 1932. Vennero effettuati dei sondaggi nelle future stazioni, ma il progetto venne gradualmente abbandonato, fino a quando non fu rinviato con una decisione del Consiglio comunale del 26 luglio 1935 a causa dell'entità del progetto, stimato in 80 milioni di franchi.

#### Il progetto del 1959
Dopo diversi progetti falliti di interramento parziale della rete tranviaria cittadina, un nuovo studio della Régie autonome des transports parisiens (RATP), presentato nel 1959, raccomandava nuovamente la creazione di una linea simile alla metropolitana su gomma in funzione a Parigi. La linea sarebbe dovuta partire dall'incrocio Bouzaréah-Cambon (Carrefour Triolet), scendere sotto il livello stradale a Bab El Oued e proseguire fino alla Grande Poste d'Alger, prima di dividersi in due rami: il primo fino all'incrocio di Galliéni-Roosevelt (l'attuale piazza Addis-Abeba) e il secondo fino al quartiere Ruisseau, nell'attuale comune di Belouizdad.

#### Il progetto attuale

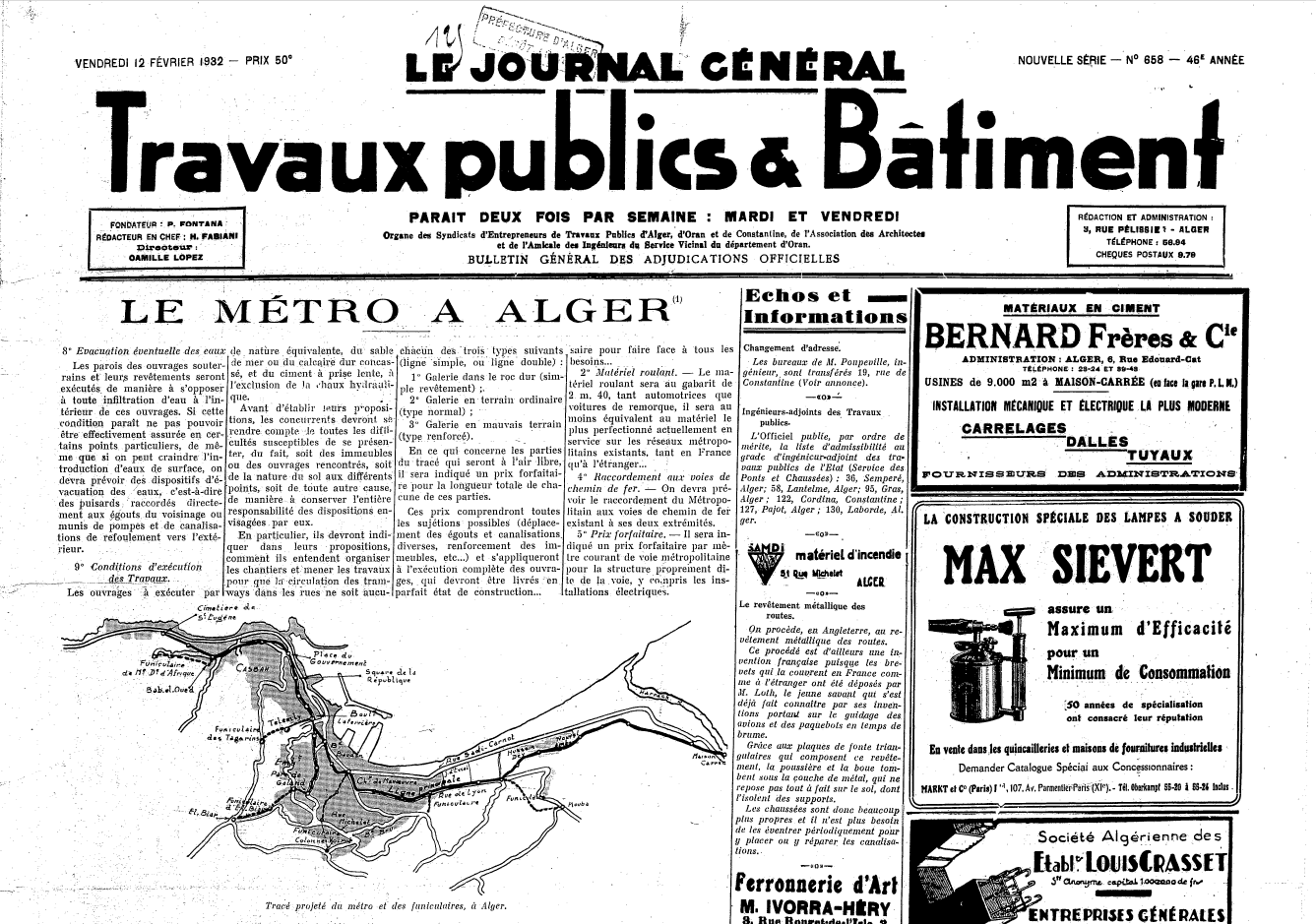
Giornale del 1932 sulla metropolitana ad Algeri.

Quando l'Algeria è diventata indipendente, furono proposti nuovi piani urbanistici. Per la regione di Algeri, il piano COMEDOR, elaborato tra il 1969 e il 1970, prevedeva una metropolitana ad Algeri. Nel 1980, il SOFRETU realizzò un primo "studio di aggiornamento del progetto della metropolitana di Algeri" per conto della RSTA (oggi diventata ETUSA, ovvero "Società di trasporto urbano e suburbano di Algeri"). Nel 1981 vennero presentate al governo le valutazioni preliminari per una prima linea, poi nel 1982 il SOFRETU venne incaricato di studiare una rete di tre linee per un totale di 64 km, con priorità a una prima linea di 12,5 km. Gli studi tecnici vennero realizzati tra il 1982 e il 1985. Il 24 novembre 1984 fu costituita l'Entreprise Métro d'Alger per la realizzazione del progetto. Per la costruzione della linea furono selezionate una società tedesca e una giapponese, ma la caduta del prezzo al barile del petrolio da 30 dollari alla metà negli anni successivi causò una notevole riduzione delle risorse finanziarie dell'Algeria e ritardò l'attuazione del progetto. Ci vollero tre anni perché l'appalto venisse nuovamente assegnato a due società algerine, Cosider e Genisider, nel luglio 1988 e nell'agosto 1989, ma i lavori vennero ritardati dalla situazione politica del Paese. La prima cerimonia di posa della prima pietra avvenne nell'ottobre 1990 in piazza di l'Émir-Abdelkader ad Alger-Centre. I lavori della stazione di Aïssat Idir iniziarono solo nel marzo 1993, mentre quelli della stazione di Hamma nel marzo 1994. Nel 1994 venne completato il primo tratto, lungo 450 m, da piazza di l'Émir-Abdelkader alla Grande Poste d'Alger. Fu completato anche un altro tratto di 650 m, che collega la stazione di Tafourah-Grande Poste alla stazione di Khelifa Boukhalfa. Nel 1996, il tunnel di Khelifa Boukhalfa fu collegato al tunnel della stazione 1er Mai. Alla fine degli anni 1990 vennero completati 3,5 km di tunnel, cinque stazioni tra Grande Poste e Hamma e le officine. Nel 2002, approfittando del ritorno all'equilibrio economico, il governo algerino decise di dotare il progetto di adeguati finanziamenti e di nuove strutture organizzative e operative. L'Entreprise Métro d'Alger (EMA) ha indetto una gara d'appalto internazionale per la costruzione dei restanti 4,1 km. Nel luglio 2003, il consorzio algerino-tedesco GAAMA, composto da DYWIDAG (51%), Cosider (35%) e INFRAFER (14%), fu selezionato a tale fine, mentre la francese Systra fu incaricata dell'ingegneria e della progettazione. I lavori di ingegneria civile vennero completati in 38 mesi. Nel 2004, l'Entreprise Métro d'Alger (EMA) ha indetto una gara d'appalto per le attrezzature del sistema operativo globale. Nel gennaio 2006, il "sistema integrale" fu aggiudicato al consorzio Siemens/Vinci/CAF per 380 milioni di euro e una scadenza di 35 mesi, con responsabilità suddivise tra le 3 aziende. La tratta Hamma - Haï El Badr, con le sue 4 stazioni e le 17 strutture di ventilazione e di cavi, venne completata entro i 38 mesi. I lavori di ingegneria civile per la perforazione e la posa delle rotaie furono ufficialmente completati in data 30 giugno 2007.
Nell'aprile 2007, la società francese TSO iniziò la posa e la saldatura dei 23 km di binari (fino ai depositi), per la consegna nel novembre 2007. La società algerina TFer fu coinvolta in questa fase come subappaltatore per i lavori di posa dei binari in cemento e della massicciata e per la saldatura dei binari. Nell'agosto 2007, la RATP Dev si aggiudicò un contratto di gestione e manutenzione della metropolitana della durata di otto anni per un valore di 130 milioni di euro. Il 28 settembre 2008, il primo convoglio arrivò dalla Spagna via nave al porto di Algeri. L'ultimo dei quattordici convogli arrivò l'8 agosto 2009 da Barcellona. Nel 2009 venne creata la filiale RATP El Djazaïr. Il 6 aprile dello stesso anno si svolsero le prime prove tecniche tra le stazioni di Haï El Badr e Les Fusillés, alla presenza di quattro ministri.
Nel 2009 e nel 2010, una controversia finanziaria tra EMA e il consorzio Siemens/Vinci/CAF bloccò i lavori per diversi mesi. Il contenzioso era su un valore complessivo di 60 milioni di euro, ritardando di due anni la fase di test e il lancio commerciale della linea. Il 5 giugno 2010, il Ministro dei Trasporti assistette alla circolazione di due treni completamente automatizzati tra le stazioni di Jardin d'essai e 1er mai. I lavori ripresero nell'aprile 2011 dopo la mediazione di Jean-Pierre Raffarin.

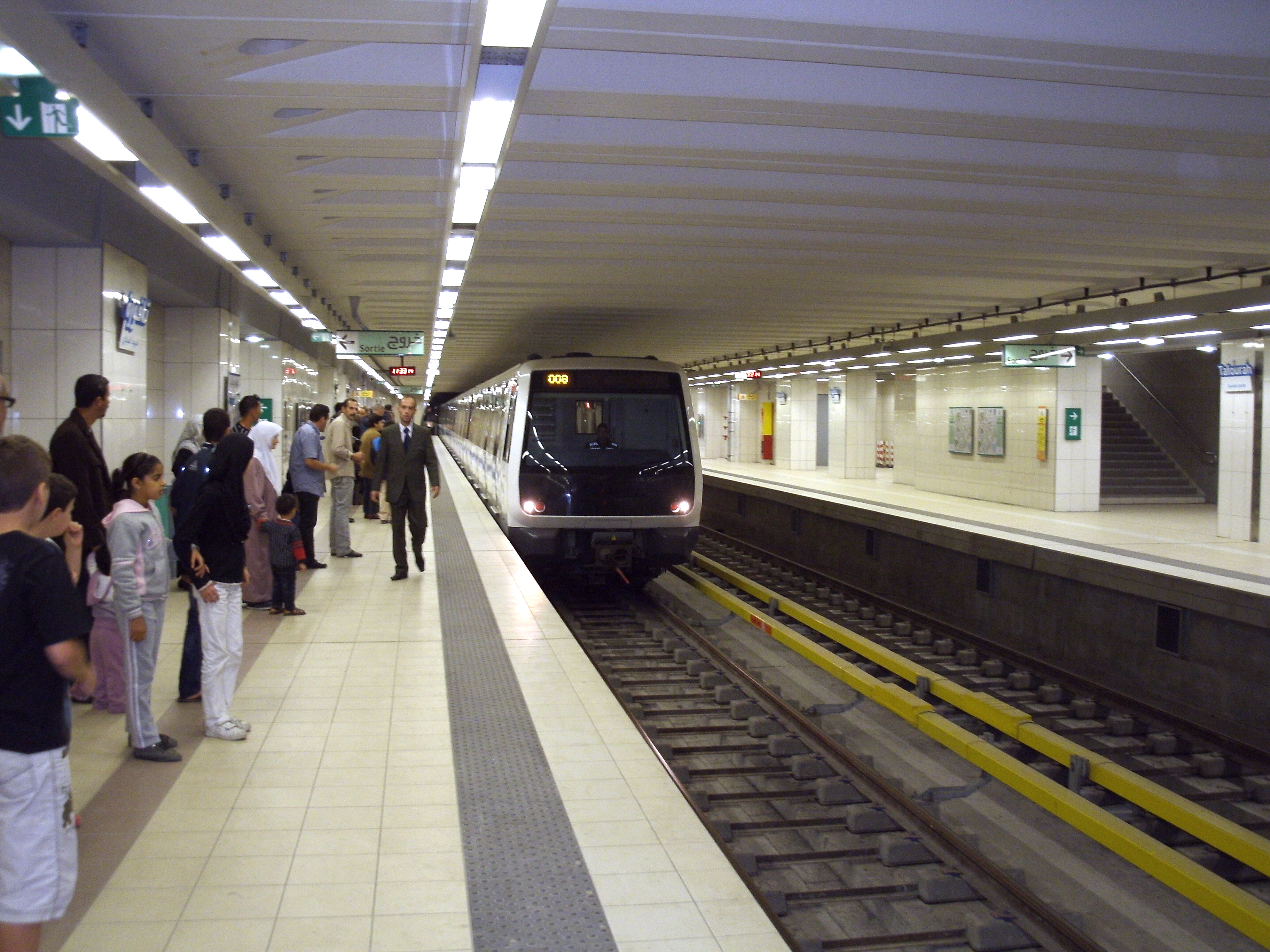
Stazione di Tafourah-Grande Poste.

La tratta tra Tafourah - Grande Poste e Haï El Badr, lungo 9,5 km e composta da dieci stazioni, venne inaugurata il 31 ottobre 2011 dal Presidente algerino Abdelaziz Bouteflika. Il giorno seguente la linea entrò in funzione.

### Estensioni della linea
Il 14 giugno 2015 venne inaugurato il troncone, lungo 4,5 km, tra Haï El Badr e El Harrach Centre alla presenza dell'allora primo ministro dell’Algeria, Abdelmalek Sellal e del Presidente e CEO del Gruppo RATP, Élisabeth Borne. Il 9 aprile 2018 vennero aperti al traffico due segmenti: il primo, lungo 1,7 km verso Place des Martyrs e un secondo, di 3,6 km, verso Aïn Naâdja.
I lavori di questo ampliamento vennero ritardati per effettuare scavi archeologici intorno a Place des Martyrs, ai piedi della Casba (patrimonio mondiale dell'UNESCO), in seguito alla scoperta di resti storici. La presenza di questi importanti resti rese necessario lo scavo delle stazioni interamente in sotterraneo.

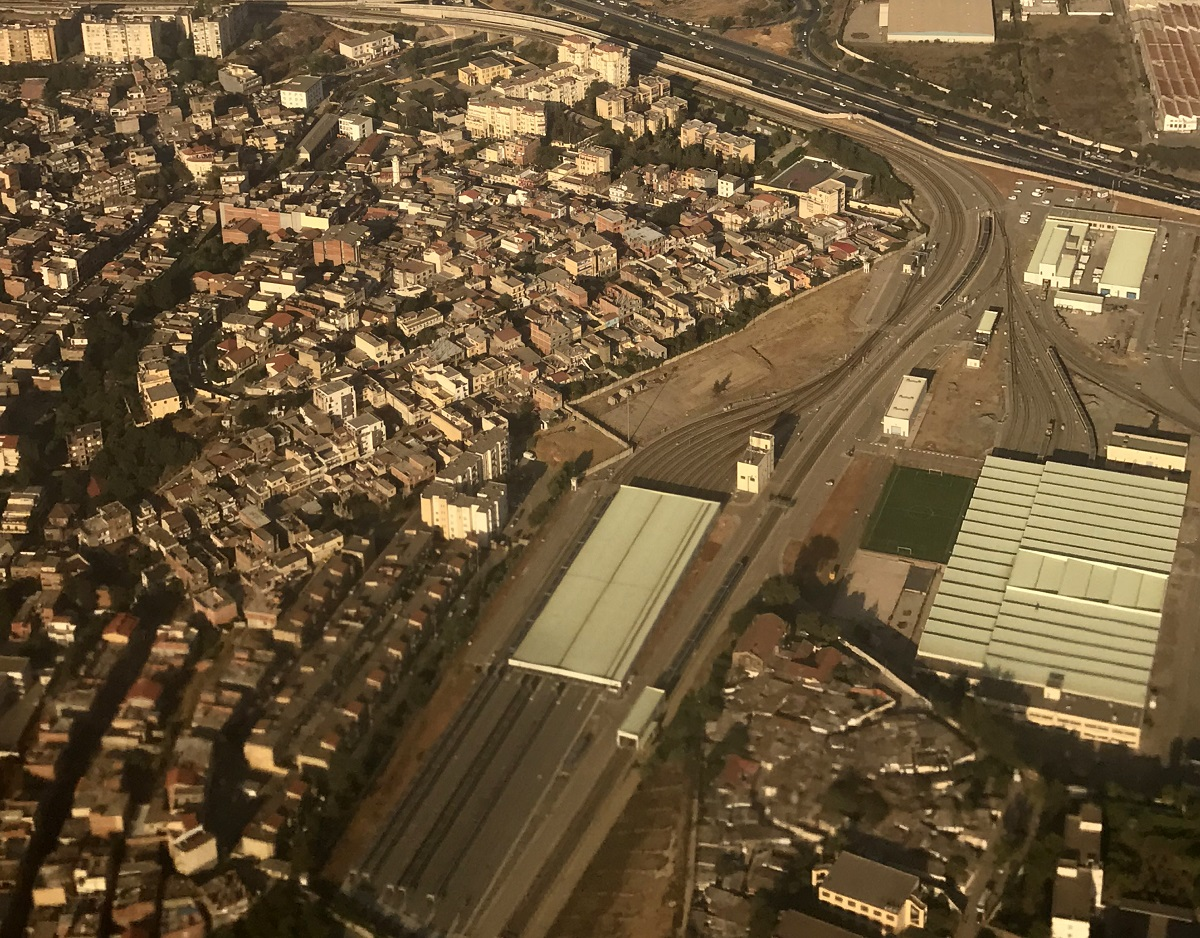
Vista aerea del deposito della linea 1, 2019.

## Caratteristiche tecniche
Le stazioni sono lunghe 115 metri e larghe 23 metri. 17 delle 19 stazioni sono sotterranee, con due coppie di binari centrali incorniciati da due coppie di banchine laterali. Solo le stazioni di Haï El Badr e di Station des Ateliers sono in superficie, con tre binari e due piattaforme centrali.

## Materiale rotabile

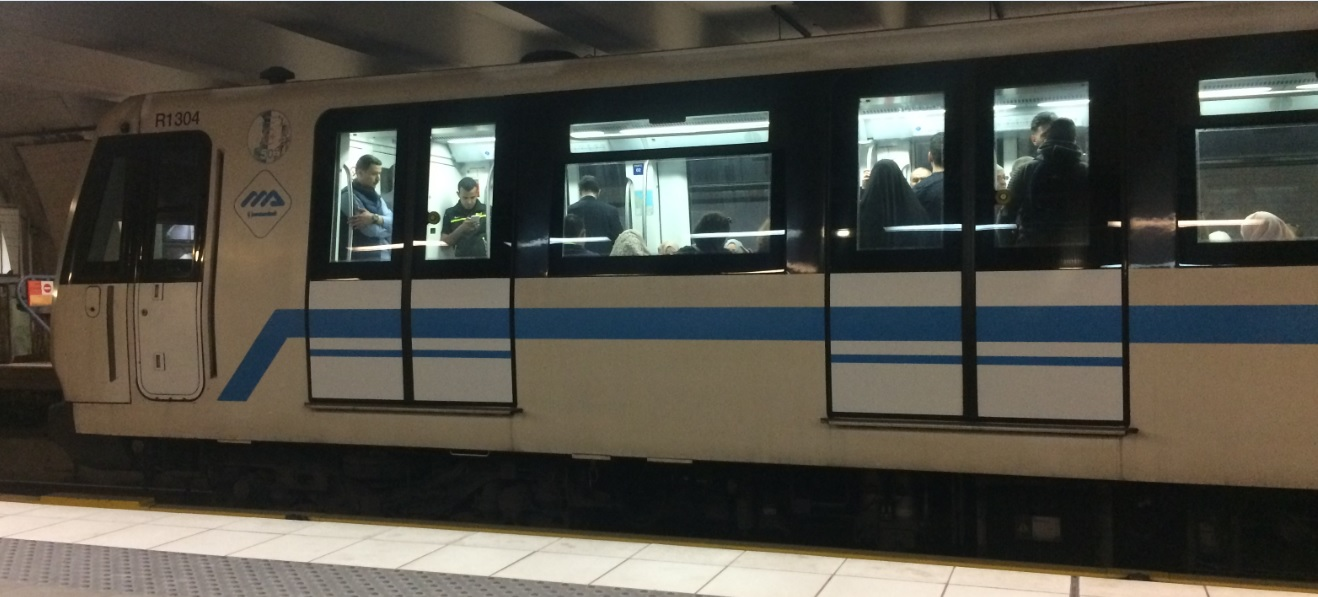
Foto di un CAF MA300 della metropolitana di Algeri, 2018.

La linea 1 della metropolitana di Algeri è dotata di 14 convogli, ciascuno con 6 vagoni, prodotti dal costruttore spagnolo CAF MA300. I treni sono lunghi 108 metri e larghi 2,83 metri. Ogni treno ha 4 porte per vagone e per lato (48 in totale) e può trasportare fino a 1.290 persone, di cui 210 sedute. La velocità massima è di 72 km/h.

## Frequentazione
I treni della linea 1 della metropolitana di Algeri circolano 7 giorni su 7, dalle 5 del mattino alle 23, con intervalli di 3 minuti e 20 secondi nelle ore di punta e ogni 5 minuti nelle ore non di punta.
Nel 2014, la linea trasportò 16 milioni di passeggeri, con un aumento dell'8% rispetto al 2013. Nel 2016, il numero di passeggeri sulla linea salì a 29 milioni.

## Deposito
La manutenzione del materiale rotabile della linea 1 è affidata alle officine di manutenzione, situate ai margini della stazione des Ateliers e lungo la strada radiale Oued Ouchayah nel comune di Bachdjerrah.